# Silva Kaputikjan

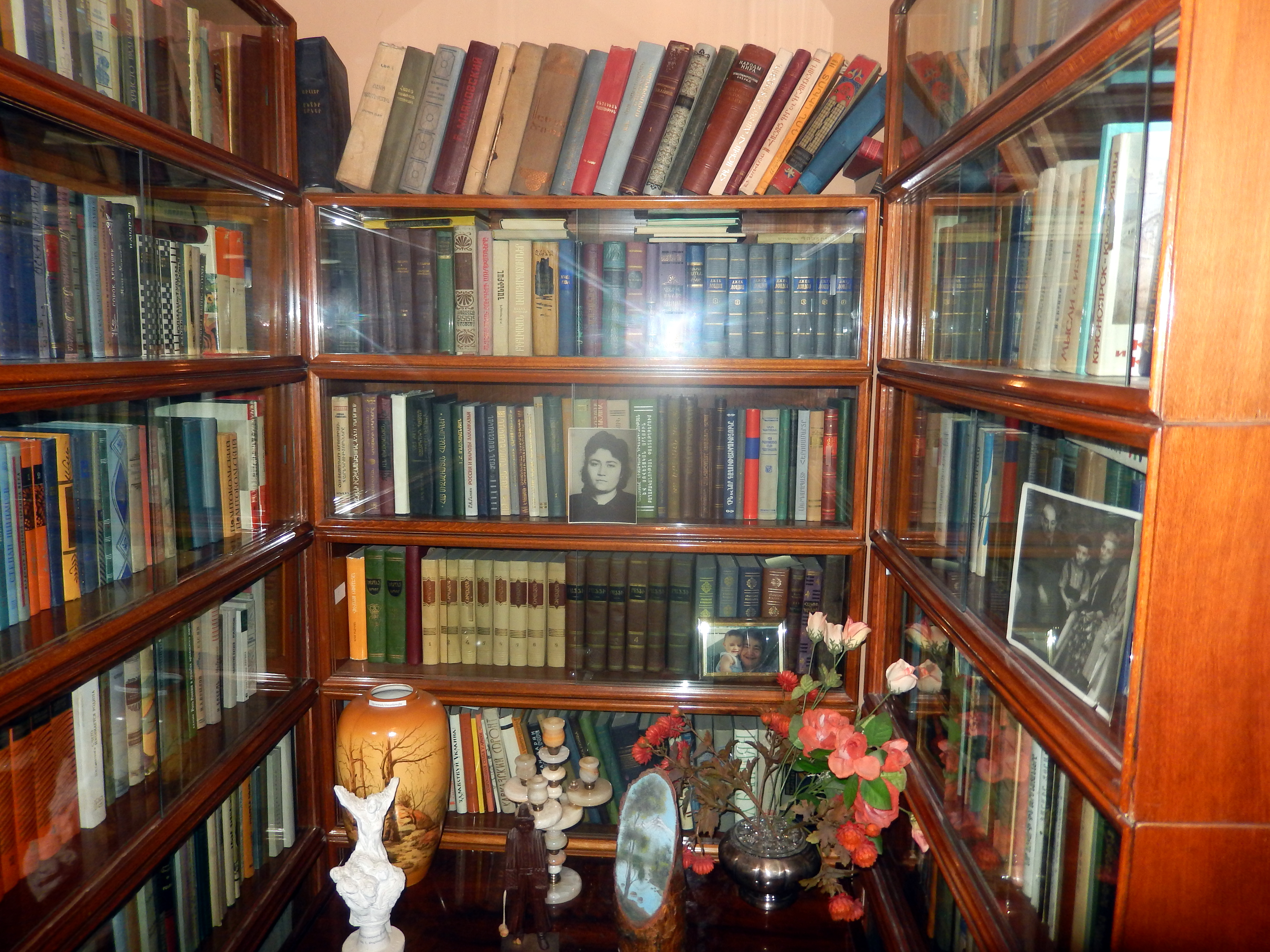
Biblioteket i Silva_Kaputikjanmuseet

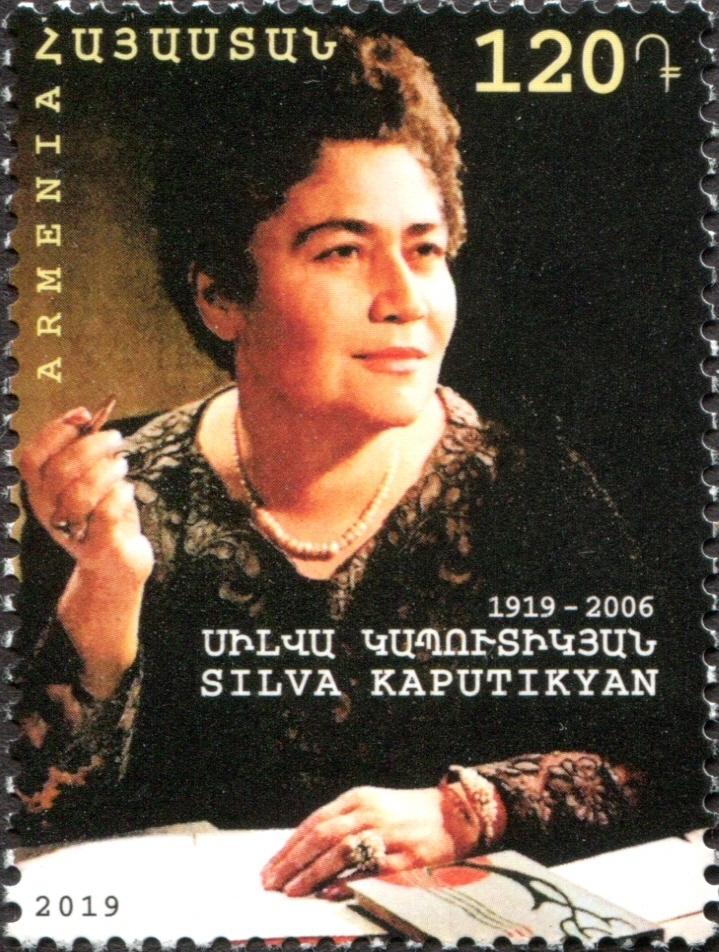
Silva Kaputikjan på ett armeniskt frimärke från 2019

Silva Kaputikjan (armeniska: Սիլվա Կապուտիկյան), född 20 januari 1919, död 25 augusti 2006, var en armenisk poet och politisk aktivist. 
Silva Kaputikjans föräldrar kom från staden Van i nuvarande Turkiet. Hennes far, Barunak Kaputikjan, var medlem i det nationalistiska partiet Armeniska revolutionsfederationen och dog i kolera tre månader innan hon föddes. Hon växte upp i Jerevan hos sin mor och mormor. Hon studerade armeniska språket vid Jerevans statliga universitet 1936–1941 och därefter 1940–1950 på Gorkyinstitutet för internationella språk vid Sovjetunionens Vetenskapsakademi. Hon blev medlem i Sovjetunionens kommunistiska parti 1945.
Silva Kaputikjan debuterade som poet 1933 och blev 1941 medlem av Armeniens författarförbund. Hennes första större diktsamling publicerades 1945. Två huvudtemata i hennes diktning var nationell identitet och lyrisk poesi.
Åren 1962–1963 and 1973 reste hon runt bland armeniska diasporagemenskaper i Libanon, Syrien, Egypten, USA och Kanada. Åren 1964 och  1976 gav hon ut två reseböcker med material om folkmordsöverlevare och deras ättlingar, samt om Nordamerika. Hennes böcker från 1960- och 1970-talen handlade framför allt om det armeniska folkets historia och om dess framtid.
Hon skrev sammanlagt drygt 60 böcker på armeniska samt några på ryska.
Silva Kaputikjan  var gift med poeten Hovhannes Shiraz. Paret hade sonen Ara Shiraz, (1941–2014), som var skulptör.

## Politisk aktivitet
Armeniska författare balanserade under decennier på en slak lina mellan armenisk nationalism och officiell sovjetisk internationalism. Beträffande Karabakh, frågor om folkmordet och andra djupt kända armeniska frågor talade de med folkets rös, men på samma gång höll de sig på god fot med de styrande i Moskva och nådde ofta upp till den sovjetiska intelligensians elit. Kaputikjan framhöll alltid att det var den Armeniska socialistiska sovjetrepubliken som var centrum för den armeniska nationen, medan den armeniska diasporan spelade en underordnad roll.
Silva Kaputikjan hyllade den ryske rättsaktivisten Andrej Sacharov som "det sovjetiska folkets försvarare".
Han propagerade för vad hon kallade en "fredlig hämnd" beträffande det armeniska folkmordet. Vid 50-års dagen 1965 av Armeniska folkmordet genomfördes en stor demonstration i Jerevan. Silva Kaputikjan var en av talarna, som uppmärksammade de armeniska intellektuella, som deporterades den 24 april 1915 och dödades. Tillsammans med poeten Paruyr Sevak var hon en av demonstrationens förgrundsfigurer. Efteråt inbjöds hon och Sevak till Moskva, där Sovjetunionens regering tog beslut om att uppföra minnesmärket Tsitsernakaberd i Jerevan, vilket färdigställdes 1967.

## Silva Kaputikjanmuseet
På 90-årsdagen av Silva Kaputikvana födelse, den 20 januari 2009, invigdes Silva Kaputikjanmuseet i Jerevan. Gatan, som museet ligger vid, hette tidigare Baghramjangränden och omdöptes till Kaputikjangatan.